# Forrongó világ (regény)
A Forrongó világ című háborús regényt Herman Wouk írta, első kiadása 1971-ben jelent meg Amerikában. A könyv eredeti nyelven egy duológia első kötete, mely egy részben kitalált amerikai katonacsalád életébe ad bepillantást, rajtuk keresztül mutatja be az író a második világháború első három évének időszakát amerikai szemszögből. Ebben az időszakban még nem álltak ténylegesen hadban hitleri tengelyhatalmakkal, az író különféle diplomáciai kapcsolatokon keresztül ábrázolja a háború előtti feszültségeket. A család több tagja az Amerikai Egyesült Államok Haditengerészeténében szolgál. Azt itt leírtak egy részét Wouk személyes tapasztalataiból merítette, ő is teljesített katonai szolgálatot a flottánál. A kötet cselekménye az 1941. december 7-i Pearl Harbor elleni japán támadás után pár nappal ér véget.

## Cselekmény
|  | Alább a cselekmény részletei következnek! |

A cselekmény 1939-ben kezdődik Washington D. C-ben. A Henry-család feje, Victor Henry haditengerészet egyik kapitánya, feleségével, Rhoda Henryvel három közös gyermeket neveltek fel. Warren, a legidősebb, sikeres fiatal katonatiszt, önként jelentkezik a flotta légierejébe, a középső éppen tizenkilenc éves Madeline és a legfiatalabb, Byron pedig Olaszországban ösztöndíjas képzőművészeti hallgató.
|  | Itt a vége a cselekmény részletezésének! |

## Tartalom
Az ajánlás és a tartalomjegyzék a könyv első és eddig egyetlen magyar kiadásán alapul.

### Ajánlás
Fiaimnak, Nathanielnek és Josephnek szeretettel

### Tartalomjegyzék
- 1 (3. oldal)
- 2 (20. oldal)
- 3 (34. oldal)
- 4 (51. oldal)
- 5 (62. oldal)
- 6 (73. oldal)
- 7 (85. oldal)
- 8 (97. oldal)
- 9 (109. oldal)
- 10 (134. oldal)
- 11 (147. oldal)
- 12 (173. oldal)
- 13 (194. oldal)
- 14 (216. oldal)
- 15 (230. oldal)
- 16 (254. oldal)
- 17 (261. oldal)
- 18 (281. oldal)
- 19 (295. oldal)
- 20 (313. oldal)
- 21 (324. oldal)
- 22 (333. oldal)
- 23 (349. oldal)
- 24 (365. oldal)
- 25 (384. oldal)
- 26 (390. oldal)
- 27 (396. oldal)
- 28 (413. oldal)
- 29 (432. oldal)
- 30 (441. oldal)
- 31 (461. oldal)
- 32 (489. oldal)
- 33 (513. oldal)
- 34 (525. oldal)
- 35 (549. oldal)
- 36 (558. oldal)
- 37 (588. oldal)
- 38 (600. oldal)
- 39 (626. oldal)
- 40 (639. oldal)
- 41 (664. oldal)
- 42 (695. oldal)
- 43 (704. oldal)
- 44 (725. oldal)
- 45 (735. oldal)
- 46 (745. oldal)
- 47 (755. oldal)
- 48 (774. oldal)
- 49 (798. oldal)
- 50 (814. oldal)
- 51 (834. oldal)
- 52 (841. oldal)
- 53 (852. oldal)

## Szereplők
Victor „Pug” Henry
Rhoda Grover
Warren Henry
Janice Lacouture HenryWarren felesége, az ő szemszögéből láttatja Wouk a december 7-i japán támadást.
Madaline Henry
Byron Henry
Kip Tollever
Natalie Jastrow
Aaron Jastrow
Leslie Slote
Palmer Kirby
Berel Jastrow
Pamela Tudsbury
Alistair Tudsbury
Hugh Cleveland
Isaac Lacouture
Grobke
Wolf Stoller
Ludwig Rosenthal
Fred Fearing
Luigi Gianelli
Sewell „Bozey” Bozeman

## Magyarul
- Forrongó világ; ford. Csordás Gábor; Victoria, Pécs, 1991

## Adaptációk
A regény alapján egy televíziós minisorozat is készült, azonos címmel (The Winds of War).